# Госпичский собор
Собор Благовещения Пресвятой Девы Марии (хорв. Katedrala Navještenja Blažene Djevice Marije), Госпичский собор — католический собор в городе Госпич, Хорватия. Кафедральный собор
епархии Госпич-Сень, памятник архитектуры.
Здание приходской церкви в Госпиче было построено в 1781—1783 годах в стиле барокко с элементами классицизма.
Здание церкви серьёзно пострадало в ходе войны в Хорватии, Госпич оказался на линии фронта между хорватскими частями и отрядами самопровозглашённой Сербской Краины. 15 сентября 1991 года после обстрела в здании вспыхнул пожар, нанесший значительный ущерб церкви. Реставрация началась ещё до окончания войны, полностью завершена к 1999 году.
25 мая 2000 года церковь получила статус кафедрального собора вновь образованной епархии Госпич-Сень.